# 大环江
大环江，位于中华人民共和国贵州省东南部和广西壮族自治区北部，是龙江左岸支流，发源于贵州省从江县光辉乡廖加坡村料力坡屯西北2千米处，南流6千米后进入广西环江毛南族自治县境，经环江县驯乐苗族乡、大安乡和县城思恩镇后进入河池市金城江区，在东江镇福来屯三江口处汇入龙江。河长154千米，流域面积2891平方千米。流域内的环江县是中国唯一的毛南族聚居县，其境内矿产资源丰富，被称作“大西南铅锌之乡”和广西“无烟煤基地”。2001年6月10日，大环江上游遭遇百年一遇的暴雨，环江县境内30多家选矿企业的尾矿库被冲垮，历年沉积的废矿渣随洪水淹没两岸，大量酸性物质和重金属将两岸万亩良田尽毁，是为环江“6·10”污染事件。